# Parabola del fariseo e del pubblicano

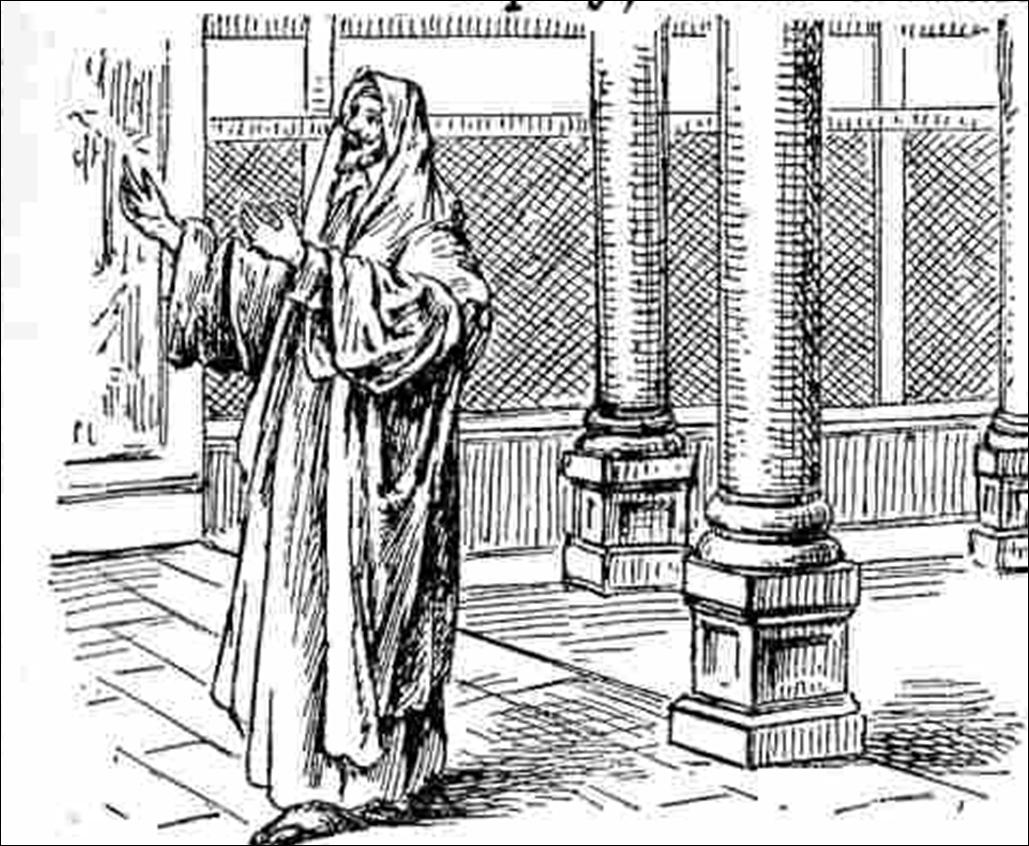
Il fariseo

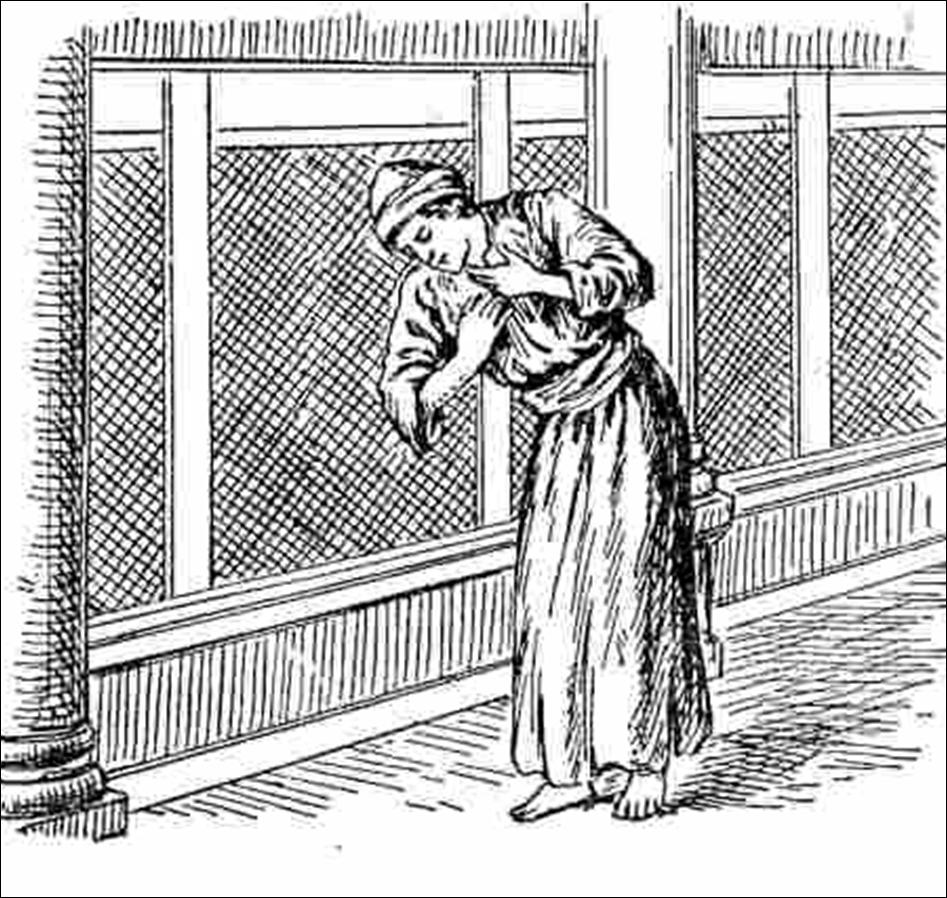
Il pubblicano

La Parabola del fariseo e del pubblicano è una parabola di Gesù raccontata solamente dal Vangelo secondo Luca: 18,9-14.

## Testo della parabola secondo il Vangelo di Luca
Il Vangelo secondo Luca dice che Gesù raccontò ancora questa parabola per "alcuni che presumevano di esser giusti e disprezzavano gli altri":

## Struttura della parabola
La parabola inizia con il numero due. Questo, come in altri casi nei Vangeli, sottolinea che ci sono due vie: la pecora smarrita e la pecora ritrovata, il figliol prodigo e suo fratello maggiore, la porta stretta e la porta larga, la casa costruita sulla sabbia e la casa costruita sulla roccia, e ancora i due ladroni crocifissi, uno alla sinistra e uno alla destra di Gesù, che rappresentano due posizioni rispetto alla Grazia di Dio.

## Personaggi
Al tempo di Gesù, i Farisei erano un gruppo religioso molto stimato all'interno della comunità a motivo della loro adesione rigorosa alla legge di Mosè.
D'altra parte i pubblicani erano ebrei che collaboravano con l'Impero romano, riscuotendo a loro nome le tasse e godevano di una fama pessima. Venivano considerati peccatori pubblici. Nella parabola, Gesù presenta questi due uomini nel contesto dello stereotipo popolare del tempo.